# Ломовка (Богородицкий район)
Ломо́вка — село в Богородицком районе Тульской области России.
В рамках административно-территориального устройства является центром Ломовского сельского округа Богородицкого района, в рамках организации местного самоуправления включается в Товарковское сельское поселение.
День села празднуется 4 ноября (День Казанской иконы Божией Матери).

## География
Расположено в 3 км к юго-западу от южной окраины города Богородицка (в 6,9 км от его центра). Недалеко трасса М-4 (Дон).
Исторически включает 12 слобод: Маркино, Макаровка, Деминка, Новостройка, Гугуевка, Конечная, Церковинка, Новая, Минаевка, Бобковинка, Семинка, Чекулаевка. 
В Ломовский сельский округ входят н. п Городок, Красные горки, Красный посад.

## Население
| 2002 | 2010 |
| ---- | ---- |
| 492  | ↘445 |

Население — 445 чел. (2010).
В 1897 году население посёлка составляло более 3000 человек.

## История
Являлось центром Ламовской волости Богородицкого уезда. С 1924 по 2004 центр Ломовского сельсовета.
В течение месяца с 15 ноября 1941 года до 15 декабря 1941 года деревня была временно оккупирована немецкими войсками.

## Известные уроженцы села
- Ушаков Александр Кириллович (1920-1992), родом из Ломовки, Герой Советского Союза.
- Нарциссов, Андрей Васильевич — священник. Родился в селе Ломовка. Причислен к лику святых РПЦ в 2010 году.
- Ушаков, Василий Иванович — советский учёный в области микроэлектроники.
- Звягин, Алексей Алексеевич- депутат Государственной Думы Российской федерации первого созыва.